# Jingzhou
Pour les articles homonymes, voir Jingzhou (homonymie).
Jingzhou (chinois : 荆州市 ; pinyin : jīngzhōu shì) est une ville-préfecture de la province du Hubei en Chine. Elle est située au centre d'une boucle du fleuve Yangzi. Sa juridiction est peuplée de 6,3 millions d'habitants, dont 1,56 million sont des citadins. Elle est également connue dans l'histoire sous les noms de Jiangling (chinois : 江陵城 ; pinyin : jiānglíng chéng) ou de Shashi (chinois : 沙市 ; pinyin : shā shì, nom donné aujourd'hui à son district urbain).

## Histoire

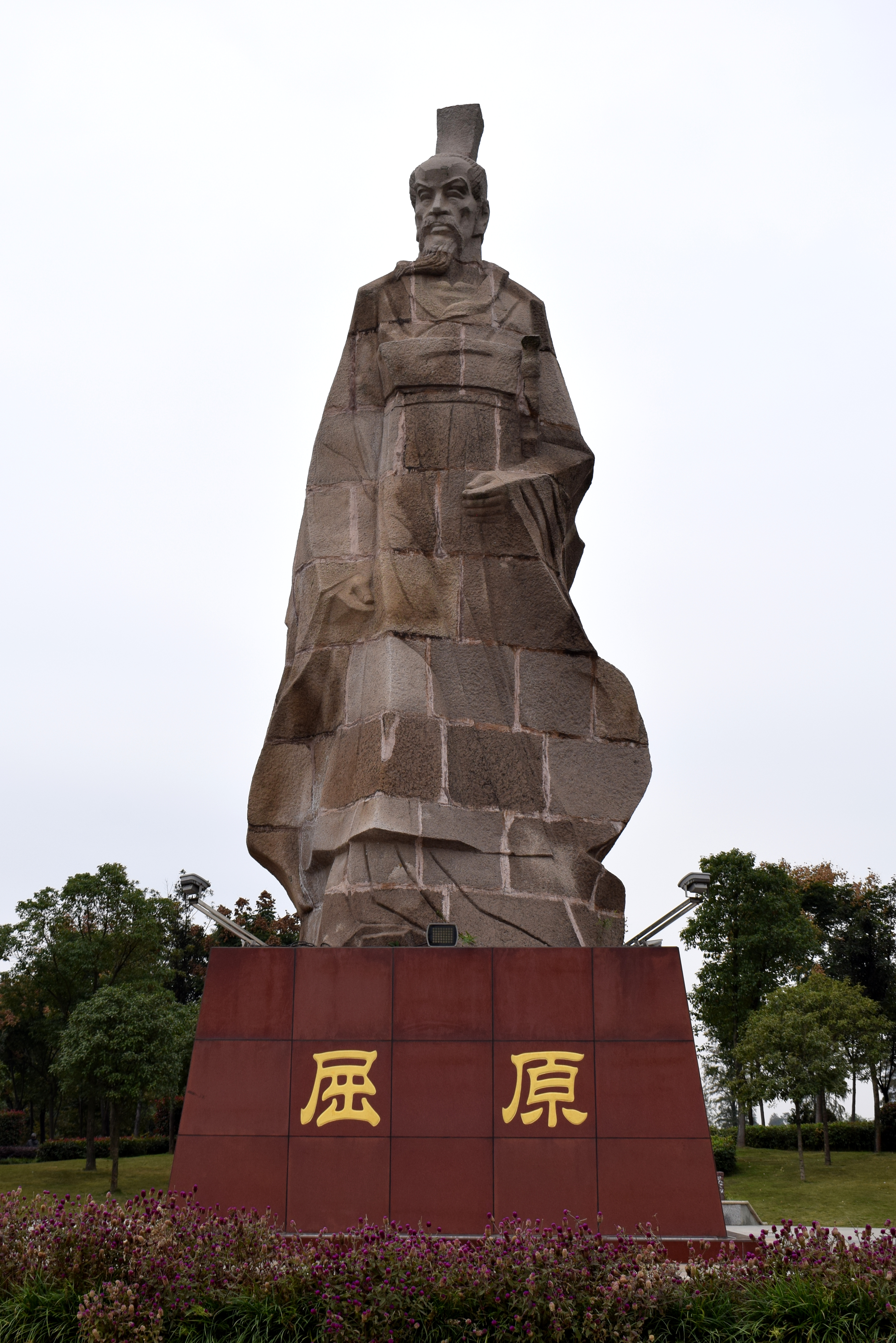
Statue de Qu Yuan (屈原), poète de l'état de Chu, dans le district de Jingzhou.

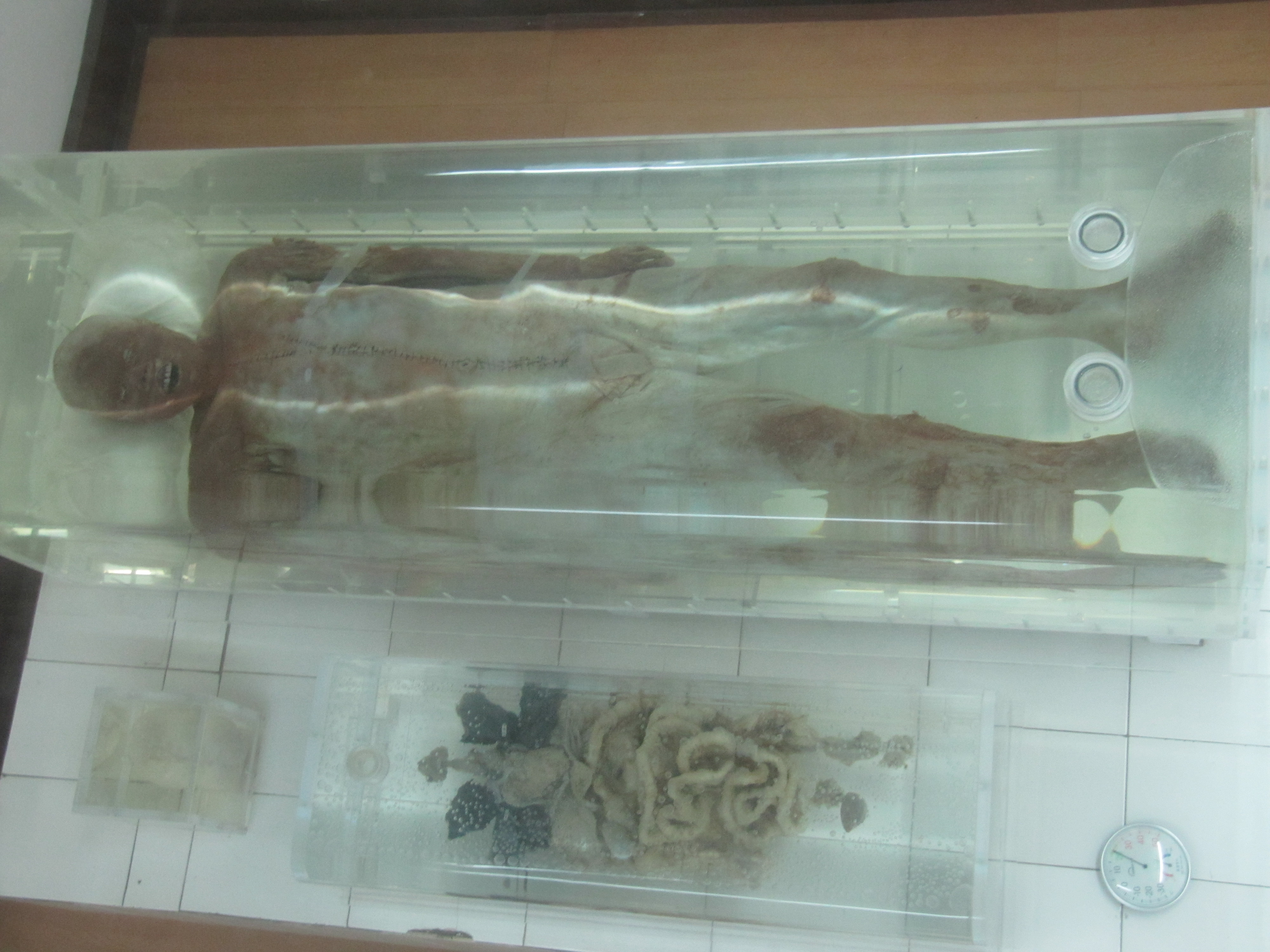
Momie du musée d'histoire de Jingzhou.

Jingzhou est un très ancien centre de transport et de distribution de marchandises. Des traces de présence humaine y sont attestées depuis au moins six mille ans, quand apparut la culture de Daxi.
L'ancienne cité de Jingzhou est dans l'actuel district de Jiangling. Contrôlant le cours médian du Yangzi Jiang, c'est depuis toujours une position stratégique.
La partie fortifiée du district de Jingzhou, alors appelé Ying (郢, yǐng) ou Yingdu (郢都, yǐngdū) fut pendant 411 ans la capitale de vingt rois de Chu, au cours de la période dite période des Printemps et Automnes (-771 — ~-481) et de celle des Royaumes combattants (Ve siècle av. J.-C. — -221).
La ville est réputée avoir été bâtie en dur par Guan Yu, au cours de la période des trois royaumes (220 — 280). Pendant la période des dynasties du nord et du sud (420 — 589), elle fut la capitale de Hedi (Qi), Yuandi (Liang), et Jingdi (Liang). Durant la période des cinq dynasties et des dix royaumes, elle fut capitale du Jingnan.
Environ 100 ans av. J.-C., une technique pour momifier le corps humain fut mise au point dans la région. Cette technique permet de conserver les corps souples et de conserver tous les organes en relativement bon état (cheveux, cerveau, intestins, etc.). La deuxième momie de ce type, découverte en 1974 près de Jingzhou, est exposée dans le musée d'histoire de Jingzhou (荆州博物馆). La précédente découverte en 1974 avait été faite à Changsha, dans la province voisine du Hunan. Plusieurs autres momies ont été découvertes en Chine depuis.
Sous la dynastie Song, cette ville est nommée préfecture de Jiangling (江陵州).
En juillet 2015 la ville est redevenue célèbre en Chine en raison d'un accident dans un escalier roulant (湖北荆州电梯事故) d'un centre commercial ayant entraîné la mort d'une personne. L'affaire s'est répandue dans tous les journaux du pays et sur tous les réseaux sociaux. Entraînant différents débats nationaux sur la sécurité des escaliers roulants, le rappel de la présence d'un bouton d'arrêt d'urgence.

## Culture et tourisme
La culture de l'État de Chu a marqué la ville, notamment par sa broderie.
Jingzhou obtient en 2022 le label Meilleurs villages touristiques de l'Organisation mondiale du tourisme.

### Monuments et musées
Le mur d'enceinte du district de Jingzhou.
Les trois temples taoïstes de Jingzhou :
- Le temple Xuanmiao (玄妙观 / 玄妙觀, xuánmiào guàn) est un temple taoïste datant de 1334, sous le règne du khagan Togoontomor de la dynastie Yuan, au sein de l'Empire mongol.
- Le temple Taihui (zh) (太晖观, tàihuī guàn), datant de 1394, sous le gouvernement de Ming Hongwu de la dynastie Ming.
- Le temple Kaiyuan (开元观, kāiyuán guàn), situé dans le jardin du musée d'histoire de Jingzhou.

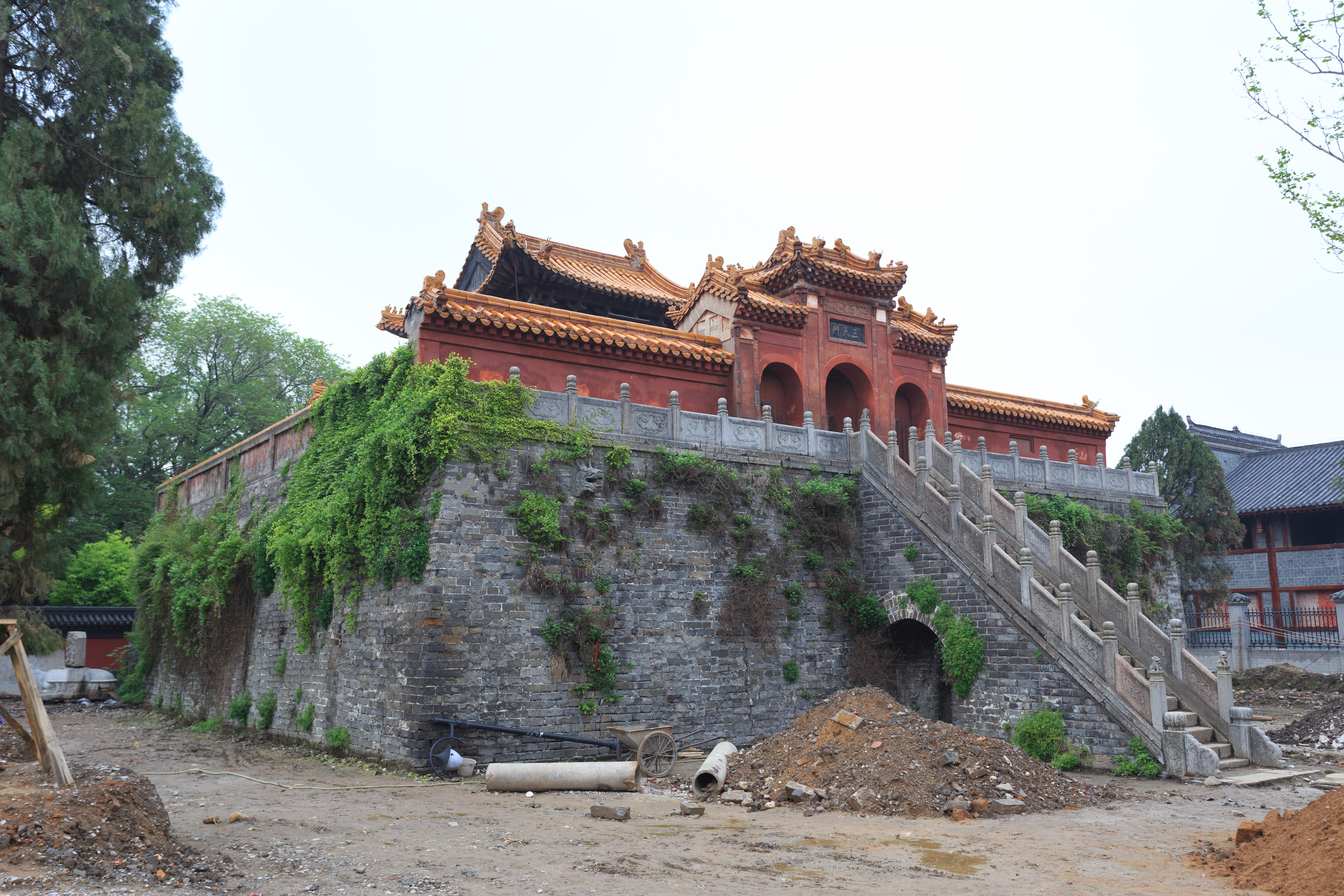
Un des pavillons du temple Xuanmiao.

Le monastère Guandi (zh) (关帝庙), monastère taoïste datant de 1122, sous la dynastie Song.
La tour Wanshoubao (万寿宝塔, wànshòubǎo tǎ), tour de pagode bouddhiste datant de 1548, sous le règne de Ming Jiajing de la dynastie Ming. ELle est située dans le jardin Wanshou (万寿园), où l'on trouve également des calligraphies de différents poètes célèbres, dans le district de Shashi, près du Changjiang.
Le musée d'histoire de Jingzhou (荆州博物馆) comporte de l'artisanat de l'art et des outils datant du néolithique à la Chine impériale, dont de nombreuses pièces de l'état de Chu, dont la ville était la capitale.
L'Église catholique de la porte Sud de Jingzhou (zh) (荆州南门天主教堂).

### Parcs et jardins
- Le parc Sun Yatsen (chinois : 中山公园 ; pinyin : zhōngshān gōngyuán), situé à l'ouest du district de Shashi est un grand parc, comprenant des étangs, des piscines comportant des toboggans et quelques manèges (grande roue, carrousel…).

### Cuisine

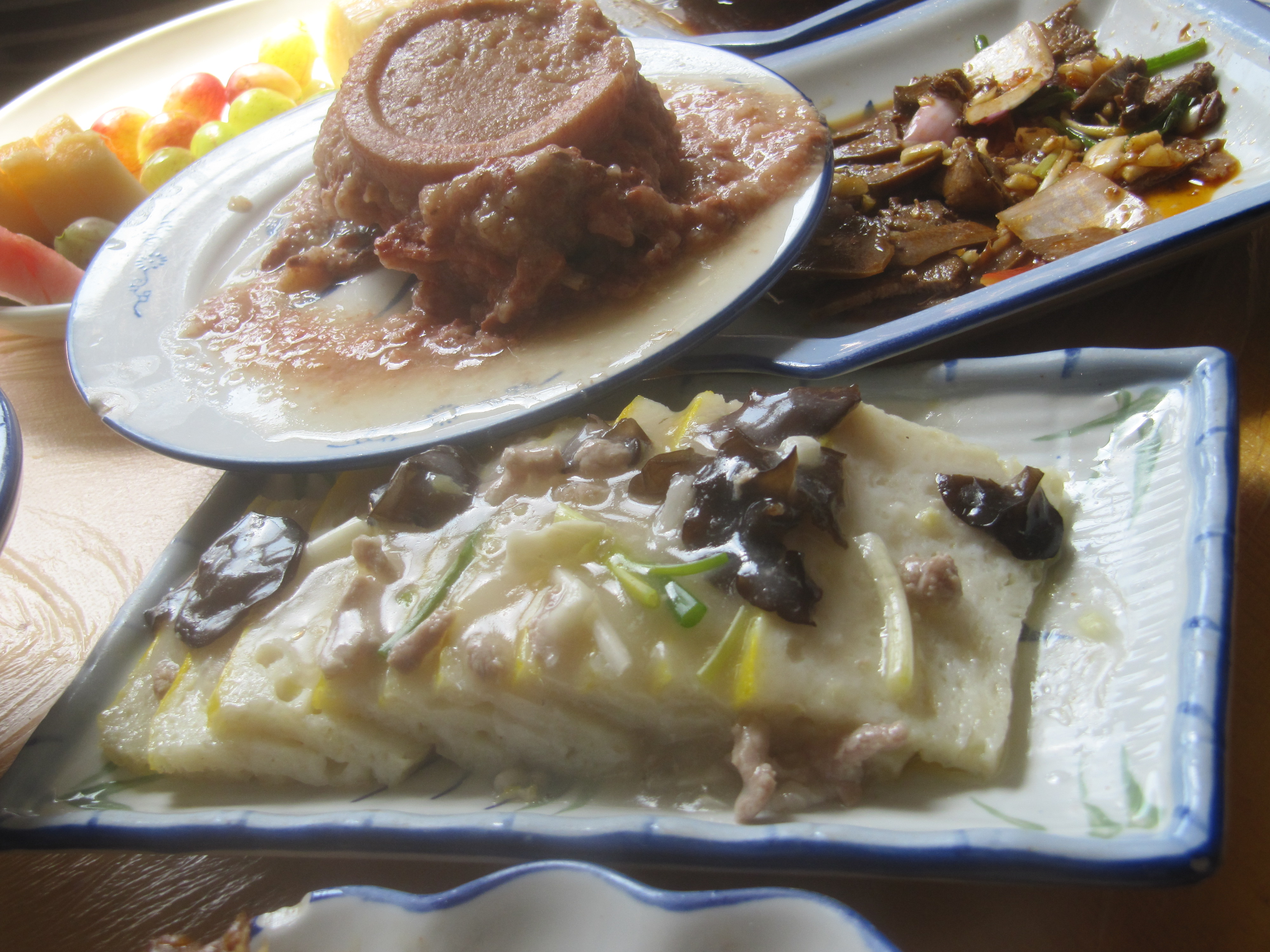
En haut à gauche, et en bas

- Dalian mian (大连面, dàliánmiàn, « Grandes nouilles nouées »[4]), une soupe de nouilles.
- Fenzhengrou (粉蒸肉, fěnzhēngròu plat constitué de boulettes de farce de viande et de farine de riz cuites à la vapeur.
- Xiaohuya (小胡鸭, xiǎohúyā, « Canard de la Petite Hu »), ensemble de spécialités de canard.
- Yugao (鱼糕, yúgāo, « Gâteau de poisson »), tranches de chair de poisson, à mi-chemin entre le surimi et la terrine de poisson,
- Zaotang mian (早堂面, zǎotángmiàn, « nouilles du palais du matin »), des nouilles dans un bouillon d'os et de poulet[5].

### Musique
La région pratique une forme particulière de l'opéra Huaguxi (花鼓戏), appelé Jingzhou huaguxi (荆州花鼓戏 / 荊州花鼓戲, Jìngzhōu huāgǔxì).

### Éducation
La ville est le campus principal de l'Université du Yangtze, dont les spécialités d'enseignement sont le médical, l'enseignement et les activités pétrolières.

## Économie
En 2006, le PIB total a été de 43,8 milliards de yuans, et le PIB par habitant de 12 998 yuans.
L'entreprise française Valéo est implantée dans cette ville-préfecture.

## Géographie
La municipalité s'étend sur 14 067 km2, en pente douce vers l'est. Elle est sillonnée de voies navigables, de lacs et de rivières sinueuses. Jingzhou est située sur le cours moyen du Yangzi Jiang, dans la plaine du Jianghan, entre les Trois Gorges à l'ouest et la ville de Wuhan à l'est. Au nord se trouve la ville de Jingmen et au sud la province du Hunan.

### Subdivisions administratives

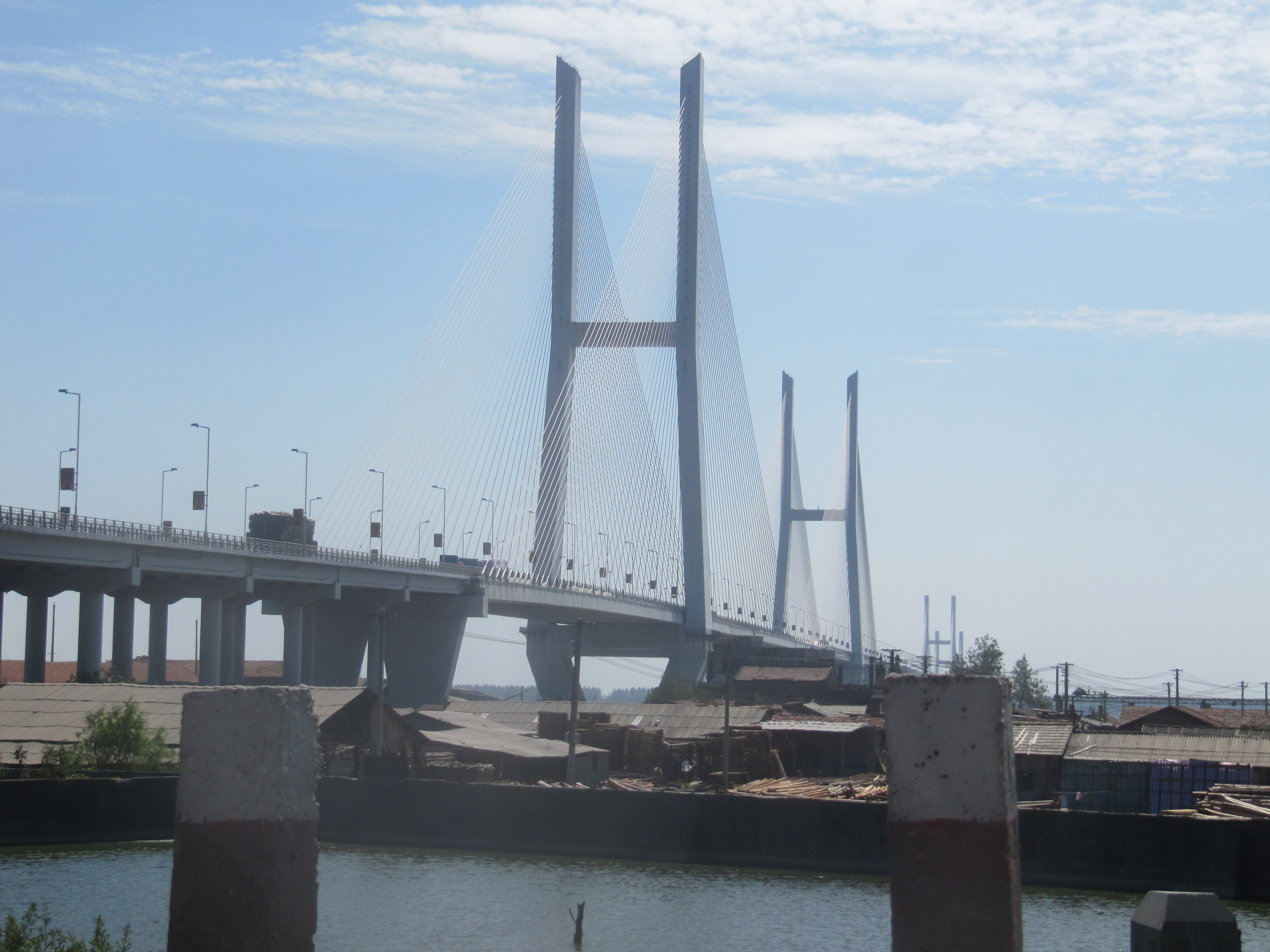
Pont de Jingzhou sur le Changjiang

La ville-préfecture de Jingzhou exerce sa juridiction sur huit subdivisions - deux districts, trois villes-districts et trois xian :
- le district de Jingzhou — 荆州区, jīngzhōu qū, siège administratif et de la capitale ancienne du royaume Chu ;
- le district de Shashi — 沙市区, shāshì qū, partie la plus importante de la ville moderne ;
- la ville-district de Shishou — 石首市, shíshǒu shì ;
- la ville-district de Honghu — 洪湖市, hónghú shì, zone principalement paysanne, produisant de nombreux produits piscicoles et agricoles (lotus sacré), sous la forme de petits étangs rectangulaires ;
- la ville-district de Songzi — 松滋市, sōngzī shì ;
- le xian de Jiangling — 江陵县, jiānglíng xiàn ;
- le xian de Gong'an — 公安县, gōng'ān xiàn ;
- le xian de Jianli — 监利县, jiānlì xiàn.

### Transports
Le centre urbain est desservie par la gare ferroviaire de Jingzhou (en) (荆州站, jīngzhōu zhàn) situé dans le district de Jingzhou, au nord de la ville fortifiée.
La Gare routière Chudu (楚都客运站) est située sur la route périphérique Nord, au Nord de l'ancienne ville fortifiée, et à un peu plus de 2 km de la gare ferroviaire.
Le principal aéroport de la ville-préfecture est l'aéroport de Shashi, (沙市机场, shāshì jīchǎng) (code IATA : SHS • code OACI : ZHSS), situé dans le district de Shashi.

## Personnalités de Jingzhou
- Qu Yuan (屈原), poète de l'état de Chu.
- Li Bai, poète chinois.
- Qiyu Zhou, joueuse d'échecs canadienne d'origine chinoise.